# Toxomerus aquilinus
Toxomerus aquilinus är en tvåvingeart som beskrevs av Sack 1941. Toxomerus aquilinus ingår i släktet Toxomerus och familjen blomflugor. Inga underarter finns listade i Catalogue of Life.